# Alarm o skażeniach
Alarm o skażeniach – rodzaj alarmu ogłaszanego za pomocą ustalonych środków (syren, rozgłośni radiowych, ośrodków telewizyjnych i radiofonii przewodowej, gongów, dzwonów, urządzeń sygnalizacji świetlnej itp.) w celu powszechnego ostrzeżenia o grożącym niebezpieczeństwie skażeń, w razie bezpośredniego ich wykrycia, a także jeśli przewidywane skażenie nastąpi przed upływem 30 minut.
Sposoby ogłaszania i odwoływania alarmu o skażeniach:
| Rodzaj alarmu      | Sposób ogłoszenia alarmów                    | Sposób ogłoszenia alarmów | Sposób ogłoszenia alarmów                                                                   | Sposób odwołania alarmów          | Sposób odwołania alarmów                                                                                         |
|                    | akustyczny system alarmowy                   | środków masowego przekazu | wizualny sygnał alarmowy                                                                    | akustyczny system alarmowy        | środków masowego przekazu                                                                                        |
| ------------------ | -------------------------------------------- | --- | ------------------------------------------------------------------------------------------- | --------------------------------- | --- |
| Alarm o skażeniach | Modulowany dźwięk syreny w okresie 3 minut · | Powtarzana trzykrotnie zapowiedź słowna: Uwaga! Uwaga! Uwaga! ogłaszam alarm o skażeniach ......................(podać rodzaj skażenia) dla .......................... | Znak żółty w kształcie trójkąta lub w uzasadnionych przypadkach innej figury geometrycznej. | Dźwięk ciągły trwający 3 minuty · | Powtarzana trzykrotnie zapowiedź słowna: Uwaga! Uwaga! Odwołuję alarm o skażeniach dla.......................... |

Po usłyszeniu tego alarmu należy jak najszybciej:
1. Udać się w kierunku budowli ochronnych lub postępować zgodnie z innymi zaleceniami
2. W razie braku możliwości ukrycia w budowlach trzeba natychmiast wyjść z terenu skażonego, pamiętając o zasadach zachowania się: nie wolno jeść, pić, palić papierosów, opierać się o drzewa i ściany budynków, siadać, wzniecać kurzu, brać do rąk jakichkolwiek przedmiotów, należy omijać kałuże i miejsca porośnięte trawą czy inną roślinnością, w tym drzewami. Przebywający w terenie skażonym powinien nałożyć środki indywidualnej ochrony. Po opuszczeniu terenu skażonego należy wykonać zabiegi sanitarne i poddać się badaniu lekarskiemu